# مونت واشینگتن (ماساچوست)
مونت واشینگتن، ماساچوست
مونت واشینگتن (به انگلیسی: Mount Washington) شهرکی در شهرستان برکشایر ایالت ماساچوست می‌باشد که در سال ۱۷۷۹ بنیان‌گذاری شده‌است. این شهرک در سرشماری سال ۲۰۱۰ میلادی، ۱۶۷ نفر جمعیت داشته‌است.